# Anmitsu

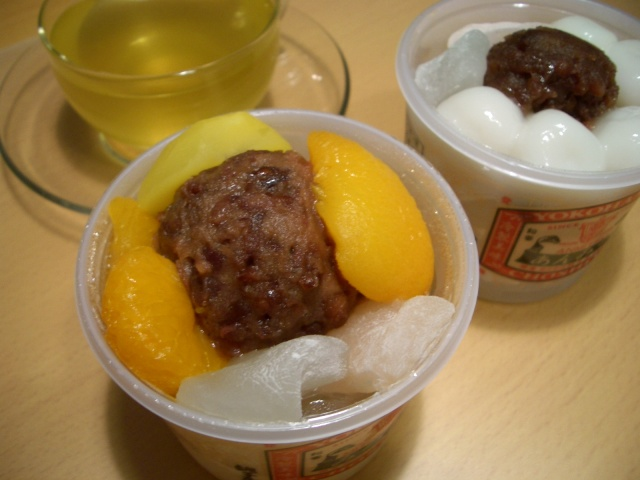
Anmitsu

Anmitsu (jap. あんみつ oder 餡蜜, „Bohnenmus-Honig“) ist ein japanisches Dessert. 
Es enthält rote Bohnen, Agar Agar, Adzukibohnenpaste und Früchte, zum Beispiel Orange, Ananas, Banane oder Kirsche. Dazu wird Eis gereicht, das mit schwarzem „Honig“ (Kuromitsu, 黒蜜) übergossen ist. Hauptverbreitungsgebiet dieser Speise sind vor allem Kyōto, Asakusa, Ueno und Kamakura.